# Torentje van Canoubier

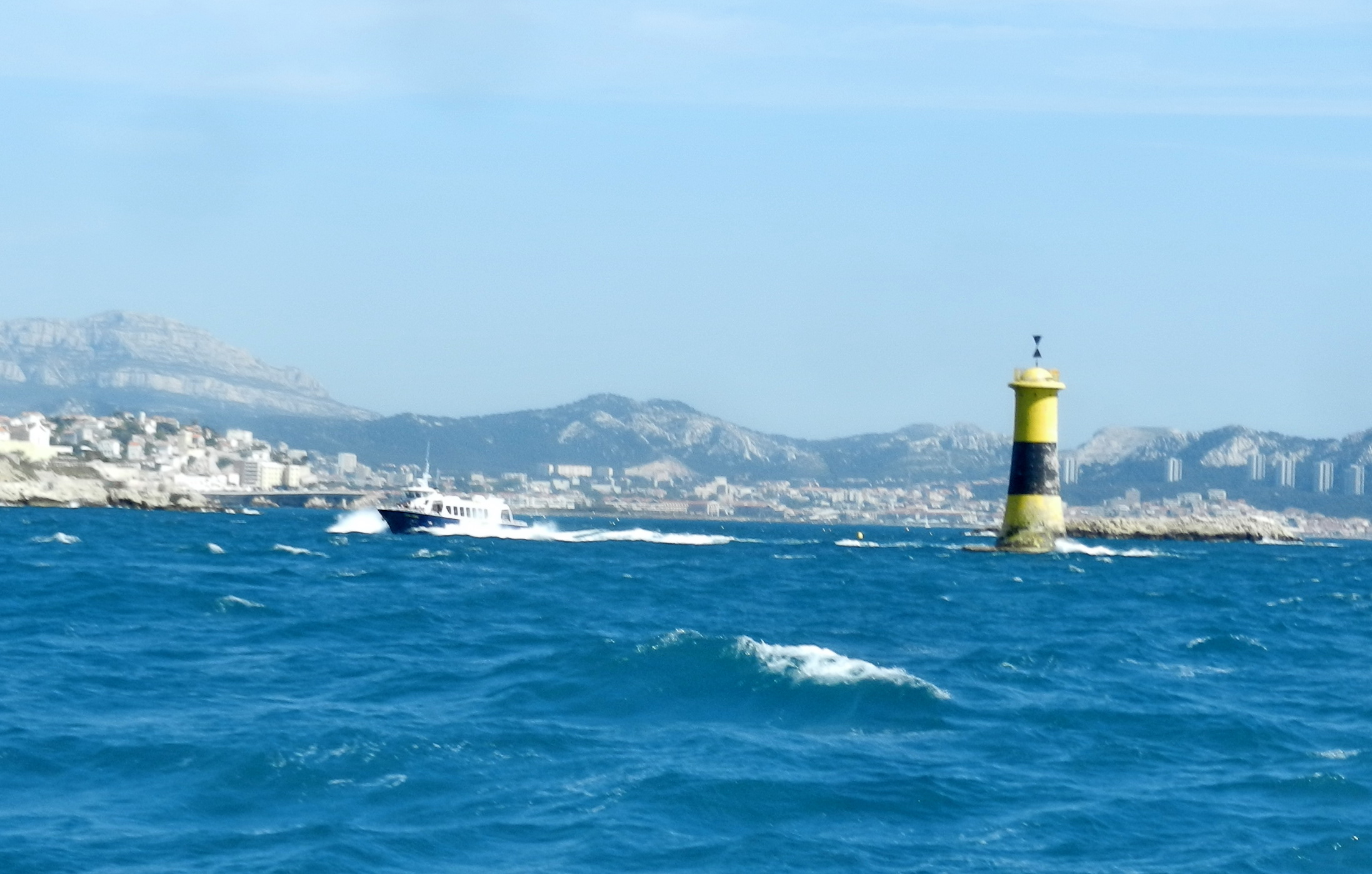
Torentje van Canoubier voor de kust van Marseille

Het torentje van Canoubier (1833) is een herkenningspunt in de Middellandse Zee ten westen van de Vieux-Port van Marseille. Het is een betonning doch geen vuurtoren. Het torentje ligt op de vaarweg tussen de Vieux-Port en Île d'If, en dit ten noordwesten van de Pointe Cadière met de eilandjes van Endoume. 
Toen het aangelegd werd in 1833, was het de eerste maal dat een onderwatersokkel werd geplaatst voor een markering in Franse wateren.
Enkele honderden meters van het torentje van Canoubier verwijderd ligt de vuurtoren van Sourdaras.